# Adventief (biogeografie)

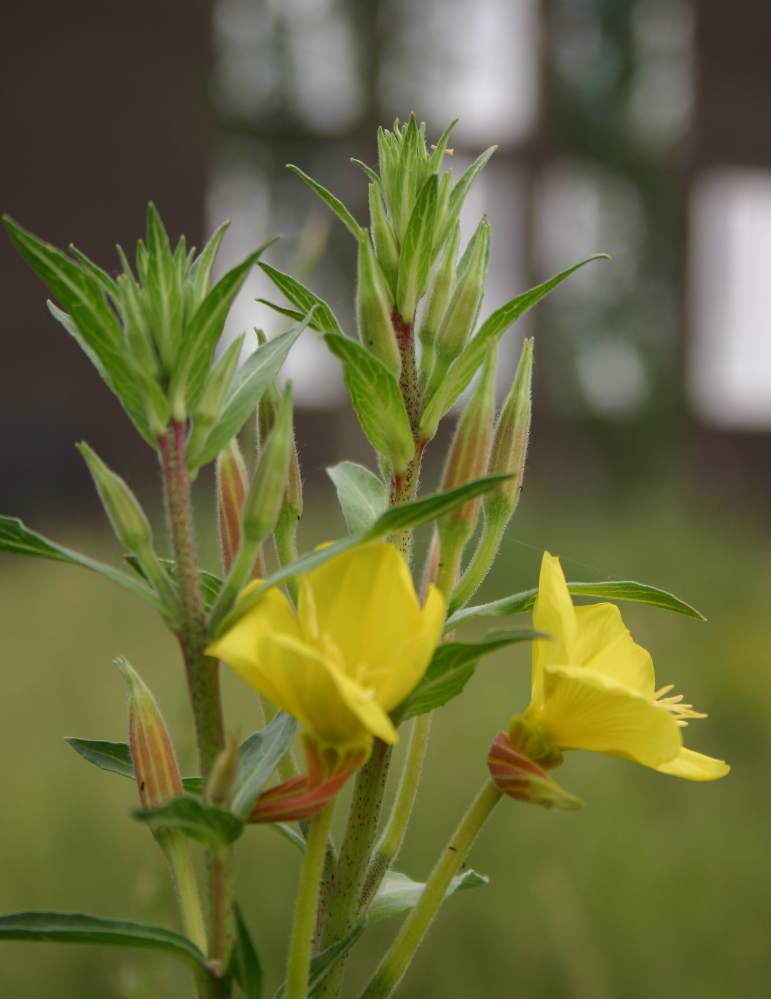
Kleine teunisbloem gefotografeerd op het Pothoofd te Deventer

De term adventief is in de biogeografie een status van een plant, dier of ander organisme. Het gaat om organismen die door toedoen van de mens, maar onopzettelijk, op een nieuwe plaats terechtgekomen zijn, dus niet spontaan of door natuurlijke oorzaken. Van een adventief spreekt men alleen, als de soort zich niet inburgert, in tegenstelling tot een exoot, die juist wel inburgert. Soorten die een tijd adventief voorkomen, kunnen later toch inburgeren, zoals in West-Europa gebeurd is bij de Turkse tortel.
Wanneer deze dieren of planten in het gastland geen predatoren hebben, kan de populatie zo groot worden dat er een behoorlijk ecologisch onevenwicht uit voortkomt. Voorbeelden zijn de Amerikaanse vogelkers, de coloradokever en het konijn in Australië.
Het voorkomen van adventieven kan bij planten en dieren verschillende oorzaken hebben.

## Adventieve planten
Op grond van de wijze en het moment van vestiging is te onderscheiden:
- xenofyten: onopzettelijk ingevoerde, ingeburgerde planten. Voorbeelden zijn: bolderik (Agrostemma githago), wilde haver (Avena fatua), gewone duivenkervel (Fumaria officinalis), grote ereprijs (Veronica persica).
- efemerofyten of efemere planten, die meestal als zaad meegelift zijn met het transport van goederen of dieren. Vaak komen ze voor bij havens, opslagplaatsen en langs spoorwegen. Het zijn planten die in het wild voorkomen, maar weer verdwijnen doordat ze zich op eigen kracht zonder hulp van de mens niet kunnen handhaven, en geen vaste plaats in de vegetatie hebben, bijvoorbeeld niet-winterharde planten. Voorbeelden daarvan zijn: zonnebloem (Helianthus annuus), slaapbol (Papaver somniferum), kanariezaad (Phalaris canariensis), tomaat (Solanum lycopersicum) en woladventieven of pothoofdplanten.

Enkele van de oorzaken kunnen menselijke ingrepen zijn, waardoor planten in de natuur terechtkomen, zoals verwilderen na inzaaien, na aanplanten, en vanuit (sier)tuinen.
In Deventer kent men de kleine teunisbloem onder de naam pothoofdplant. Deze groeide op het Pothoofd, een kade te Deventer waar Amerikaans graan werd overgeslagen. Het is hét voorbeeld van een adventiefplant, vandaar dat de lokale bijnaam ook landelijk bekend werd, maar dan vooral als synoniem voor adventiefplant.

## Adventieve dieren
Mogelijke oorzaken van vestiging van dieren zijn:
- eieren van insecten die met spullen (onder de schoenen, in de bagage) van toeristen meegekomen zijn of met geïmporteerd plantaardig materiaal zijn ingevoerd, zoals kikkers die de eitjes in bromelia's afzetten.
- eieren of larvale dieren die met het ballastwater van schepen in een ander land geloosd worden.
- ontsnapte dieren uit gevangenschap of kweek, zoals de roodwangschildpad en de bijtschildpad.